# Rockwall (Texas)
Rockwall è un comune (city) degli Stati Uniti d'America e capoluogo della contea di Rockwall nello Stato del Texas. La popolazione era di 37 490 abitanti al censimento del 2010. Fa parte della Dallas-Fort Worth Metroplex. Il nome Rockwall deriva da una formazione geologica a giunzione naturale, che ha l'aspetto di un muro artificiale.

## Geografia fisica
Rockwall è situata a 32°55′12″N 96°27′35″W (32.920014, -96.459715).
Secondo lo United States Census Bureau, la città ha una superficie totale di 73,08 km², dei quali 71,68 km² di territorio e 1,4 km² di acque interne (1,91% del totale).

## Società

### Evoluzione demografica
Secondo il censimento del 2010, la popolazione era di 37 490 abitanti.

### Etnie e minoranze straniere
Secondo il censimento del 2010, la composizione etnica della città era formata dall'82,45% di bianchi, il 5,91% di afroamericani, lo 0,59% di nativi americani, il 3,03% di asiatici, lo 0,07% di oceanici, il 5,72% di altre razze, e il 2,24% di due o più etnie. Ispanici o latinos di qualunque razza erano il 16,58% della popolazione.